# Podocarpus pallidus
Podocarpus pallidus là một loài thực vật hạt trần trong họ Thông tre. Loài này được N.E.Gray miêu tả khoa học đầu tiên năm 1959.